# Euxoa macedonia
Euxoa macedonia là một loài bướm đêm trong họ Noctuidae.